# Daniel (álbum de Renascer Praise)
Daniel é um álbum ao vivo do grupo brasileiro Renascer Praise. Primeiro disco com o cantor Thalles como integrante e um dos vocalistas, a maioria das faixas foi escrita pelo cantor. A obra recebeu avaliações negativas da mídia especializada.

## Lançamento e recepção
| Críticas profissionais | Críticas profissionais |
| Avaliações da crítica  | Avaliações da crítica  |
| Fonte                  | Avaliação              |
| ---------------------- | ---------------------- |
| Super Gospel           | [ 4 ]                  |

Em avaliação publicada no Super Gospel, o álbum Daniel recebeu uma cotação de 2,5 estrelas de 5. O texto afirma que o projeto "poderia ser muito bem assinado como Renascer Praise & Thalles, ou até mesmo Thalles executado por Renascer Praise. O disco é completamente distinto de tudo o que a banda produziu até então", atribuindo que a obra possui um "excesso de composições letárgicas de Thalles".

## Faixas
CD
1. "Louve / Sou Livre / Sou Apostólico"
2. "De Volta a Vida"
3. "Projeto Original"
4. "Filho da Luz"
5. "Venceu"
6. "Ministração Apóstolo Estevam Hernandes"
7. "Daniel"
8. "O Dono da Casa"
9. "A Resposta"
10. "Propósito"
11. "Eu não Sei Viver sem Jesus"
12. "Viver na Dependência"
13. "Mostra-me sua Glória"
14. "Toma a Minha Vida"
15. "Aleluia"

DVD
1. "Abertura"
2. "Louve"
3. "Sou Livre"
4. "Sou Apostólico"
5. "De Volta a Vida"
6. "Projeto Original"
7. "Filho da Luz"
8. "Ministração Apóstolo Estevam Hernandes"
9. "Daniel"
10. "O Dono da Casa"
11. "A Resposta"
12. "Propósito"
13. "Eu não Sei Viver sem Jesus"
14. "Viver na Dependência"
15. "Mostra-me sua Glória"
16. "Toma a Minha Vida"
17. "Aleluia"